# ゲバ (聖書の地名)
ゲバ（ヘブライ語: גֶּבַע; ギリシア語: Γαβαα; ラテン語: Gabaa; 英語: Geba; 文字通りの語義は「丘」）は、ヘブライ語聖書において言及されている都市。

## 聖書における言及
ゲバは、祭司であるレビ族に与えられた都市のひとつであり (Joshua 21:17, Nehemiah 11:31)、ベニヤミン族の地理的領域の範囲内にあってユダ王国の北の国境に接しており (2 Kings 23:8)、ギブアの北にあったベニヤミン族の町ラマに近接していた (Isaiah 10:29; Joshua 18:24, 18:28)。
サウル王の時代に起きた戦争の際には、ペリシテ人たちが占領して駐屯地としたが、ヨナタンによって駆逐された (1 Samuel 13:3)。
ユダ王国のアサ王と、北イスラエル王国のバシャ王の統治下では、バシャがラマを要塞化するのに使った石をアサが流用して築いたふたつの都市のひとつがゲバであった (1 Kings 15:22; 2 Chronicles 16:6)。

## 位置の比定
ヨセフスは、ガバオ (Gabao) という町が、エルサレムから50スタディオン離れた、ベトロンを経由して登っていく位置にあったと記した。これを踏まえ、ゲバは、エルサレムの北5マイル半（およそ 9km）に位置するヤバに比定されてきた。